# 第一大福丸型貨物船
第一大福丸型貨物船（だいいちたいふくまるがたかもつせん）は、第一次世界大戦のさ中の1916年（大正5年）から大戦終結後の1921年（大正10年）にかけて川崎造船所で建造された貨物船で、建造数の総計は75隻におよぶ。なお、一覧などの「第○大福丸」の読みは「たいふくまる」であり、「だいふくまる」とは濁らない。
川崎造船所が手持資材を活用して大量建造したストックボートのクラスの一つで、のちに、第一次世界大戦中に日本とアメリカ合衆国との間に締結された日米船鉄交換契約に基づいて日本側が建造した船舶のうち、川崎造船所の担当分船舶の一部にもなった。竣工後は一定数が契約通りにアメリカ政府およびイギリス政府などに引き渡されたほか、日本国内の海運会社にも売却された。川崎汽船や第二次世界大戦期まで存在した国際汽船は、初期の船隊に第一大福丸型貨物船を活用して経営を開始した。
本項では、主に建造までの背景や特徴などについて説明するが、隻数が膨大なうえに海外譲渡分に関しては不明な点があることから、履歴などは極力判明している事柄のみを記すこととする。

## 建造までの背景
第一大福丸型貨物船の整備の背景には、三つの伏線がある。
第一船「第一大福丸」の竣工写真で船名表記が「大福丸」となっているため、クラス名を「大福丸型貨物船」とする書物もあるが、「大福丸」という名前の1,676トンの貨物船は、すでに1915年（大正4年）12月に川崎造船所で竣工している。厳密には、「大福丸」の竣工時の船名は「第十大運丸」であるが、この船もまた、手持資材を活用したストックボートとして建造された。よって、「大福丸型貨物船」という記述としては「大福丸」の存在を考えると正しくない。「第一大福丸」の船名表記が「大福丸」となった理由は不明である。第一大福丸型貨物船と関係のない「大福丸」が、実は第一大福丸型貨物船の整備の伏線の一つである。「大福丸」が竣工した時点では第一次世界大戦が勃発しており、船価が高騰した一方で船を一隻でも欲しい状況となって、内田信也、山下亀三郎、勝田銀次郎の三大船成金が台頭した。「大福丸」も川崎側に有利な条件で売却され、決して儲け商売とは言えない造船業では良いニュースとして扱われた。
二つ目の整備の伏線は、某船会社からの貨物船建造依頼をめぐる話である。川崎で船価80万円で貨物船を建造させたことのある某船会社が、80万円に足が出る程度の価格と踏んで新たな貨物船の建造を川崎に依頼した。これに対して川崎は135万円を提示したが、某船会社は135万円では高すぎるとして川崎との話を打ち切って、別の造船所に85万円で貨物船を建造させようとした。振られた川崎はその話を聞いて実現性に首をかしげたが、果たして85万円では到底できないと船会社と造船所との間でトラブルとなり、結局船会社が資材を提供するという条件で完成にこぎつけた。
三つ目は、当時の川崎造船所の稼働状況である。第一大福丸型貨物船の整備に取りかかろうとしたころの川崎造船所では、戦艦「伊勢」と貨客船「湖北丸」（大阪商船、2,619トン）、日本郵船が整備していたT型貨物船のうちの「但馬丸」、「龍野丸」および「鳥羽丸」ぐらいしか新造船工事がなく、暇を持て余していた。川崎造船所の松方幸次郎社長は当時、長期にわたる海外出張中であったが、これら一連の出来事を参考に、ストックボートの建造を決意する。総計で96隻ものストックボートを建造したが、その中でも最も勢力が大きかったのが、9,100重量トン型の貨物船として建造された第一大福丸型貨物船であった。

## 一覧
| 船名                       | 起工           | 進水           | 竣工           | 建造日数 | 備考・出典                 |
| -------------------------- | -------------- | -------------- | -------------- | -------- | -------------------------- |
| 第一大福丸/Argonne         | 1916年10月7日  | 1916年9月12日  | 1916年12月28日 | 325      | [ 1 ]                      |
| 吉田丸                     | 1916年9月19日  | 1917年2月22日  | 1917年4月9日   | 202      | [ 1 ]                      |
| 第三大福丸/War Queen       | 1916年12月1日  | 1917年3月10日  | 1917年4月5日   | 125      | [ 1 ]                      |
| 第四大福丸/War Prince      | 1917年1月13日  | 1917年4月23日  | 1917年5月17日  | 124      | [ 5 ]                      |
| 第八大福丸/War Admiral     | 1917年2月22日  | 1917年7月5日   | 1917年7月28日  | 156      | [ 5 ]                      |
| 第六大福丸/War Council     | 1917年3月10日  | 1917年6月6日   | 1917年7月2日   | 114      | [ 5 ]                      |
| 第九大福丸/War Wolf        | 1917年4月23日  | 1917年8月18日  | 1917年9月10日  | 140      | [ 5 ]                      |
| 第十大福丸/War Lion        | 1917年6月6日   | 1917年9月1日   | 1917年9月25日  | 111      | [ 5 ]                      |
| 第十一大福丸/War Tiger     | 1917年5月23日  | 1917年9月14日  | 1917年10月10日 | 140      | [ 5 ]                      |
| 第十二大福丸/War Hero      | 1917年5月30日  | 1917年9月16日  | 1917年10月15日 | 138      | [ 5 ]                      |
| 第十三大福丸/War Pilot     | 1917年6月23日  | 1917年10月15日 | 1917年11月7日  | 137      | [ 5 ]                      |
| 第十四大福丸/ぼるねお丸    | 1917年7月5日   | 1917年10月28日 | 1917年11月24日 | 142      | [ 5 ]                      |
| 第十五大福丸/せれべす丸    | 1917年9月1日   | 1917年11月13日 | 1917年12月12日 | 102      | [ 5 ]                      |
| 第十六大福丸/すまとら丸    | 1917年8月18日  | 1917年11月27日 | 1917年12月25日 | 129      | [ 5 ]                      |
| 第十七大福丸/神国丸        | 1917年9月16日  | 1917年12月27日 | 1918年1月15日  | 123      | [ 5 ]                      |
| 第十八大福丸/Eastern Queen | 1917年9月1日   | 1918年1月15日  | 1918年2月22日  | 174      | 第一次日米船鉄交換契約船舶 |
| 第十九大福丸/Easterner     | 1917年9月14日  | 1918年2月22日  | 1918年3月13日  | 180      | 第一次日米船鉄交換契約船舶 |
| 第二十二大福丸/長門丸      | 1917年10月15日 | 1918年5月27日  | 1918年6月27日  | 255      | [ 5 ]                      |
| 第二十大福丸/Eastern Sun   | 1917年11月15日 | 1918年4月11日  | 1918年5月7日   | 273      | 第一次日米船鉄交換契約船舶 |
| 第二十三大福丸/永福丸      | 1917年10月28日 | 1918年7月14日  | 1918年8月5日   | 281      | [ 5 ]                      |
| 第二十一大福丸/Eastern Sea | 1918年1月16日  | 1918年5月10日  | 1918年6月1日   | 136      | 第一次日米船鉄交換契約船舶 |
| 第二十五大福丸/興福丸      | 1917年11月27日 | 1918年8月6日   | 1918年8月27日  | 273      | [ 5 ]                      |
| 第二十六大福丸/East Wind   | 1918年4月25日  | 1918年8月21日  | 1918年9月9日   | 137      | 第一次日米船鉄交換契約船舶 |
| 第二十七大福丸/East Cape   | 1918年6月21日  | 1918年9月19日  | 1918年10月7日  | 108      | 第一次日米船鉄交換契約船舶 |
| 第二十八大福丸/Easter Ling | 1918年7月16日  | 1918年10月3日  | 1918年10月21日 | 97       | 第一次日米船鉄交換契約船舶 |
| 第二十九大福丸/喜福丸      | 1918年8月21日  | 1918年10月18日 | 1918年11月6日  | 77       | [ 5 ]                      |
| 第三十一大福丸/豊福丸      | 1918年8月6日   | 1918年11月1日  | 1918年11月22日 | 108      | [ 5 ]                      |
| 第三十大福丸/来福丸        | 1918年10月7日  | 1918年10月30日 | 1918年11月6日  | 30       | [ 7 ]                      |
| 盛福丸                     | 1918年9月6日   | 1918年11月29日 | 1918年12月15日 | 100      | [ 7 ]                      |
| 東福丸                     | 1918年9月20日  | 1918年12月15日 | 1919年1月7日   | 109      | [ 7 ]                      |
| 慶福丸                     | 1918年10月18日 | 1918年12月17日 | 1919年1月11日  | 85       | [ 7 ]                      |
| 智福丸                     | 1918年10月3日  | 1919年1月13日  | 1919年1月30日  | 119      | [ 7 ]                      |
| 隆福丸                     | 1918年10月30日 | 1919年1月5日   | 1919年1月19日  | 81       | [ 7 ]                      |
| 徳福丸                     | 1918年11月1日  | 1919年1月15日  | 1919年2月13日  | 104      | [ 7 ]                      |
| 寿福丸                     | 1918年11月8日  | 1919年1月29日  | 1919年2月17日  | 101      | [ 7 ]                      |
| 坡土蘭丸                   | 1918年11月29日 | 1919年2月17日  | 1919年3月13日  | 104      | [ 7 ]                      |
| 華盛頓丸                   | 1918年12月17日 | 1919年2月15日  | 1919年3月5日   | 78       | [ 7 ]                      |
| 晩香坡丸                   | 1918年12月15日 | 1919年3月3日   | 1919年3月27日  | 102      | [ 7 ]                      |
| 桑港丸                     | 1919年1月5日   | 1919年3月1日   | 1919年3月14日  | 68       | [ 7 ]                      |
| 紐育丸                     | 1919年1月13日  | 1919年3月28日  | 1919年4月16日  | 93       | [ 7 ]                      |
| りばぷうる丸               | 1919年1月15日  | 1919年3月31日  | 1919年4月18日  | 93       | [ 7 ]                      |
| ぐらすごう丸               | 1919年2月15日  | 1919年4月10日  | 1919年5月8日   | 82       | [ 7 ]                      |
| 新嘉坡丸                   | 1919年1月29日  | 1919年4月14日  | 1919年5月17日  | 108      | [ 7 ]                      |
| 智利丸                     | 1919年3月1日   | 1919年4月30日  | 1919年6月10日  | 101      | [ 7 ]                      |
| 伯剌西爾丸                 | 1919年4月10日  | 1919年5月31日  | 1919年6月20日  | 71       | [ 7 ]                      |
| 亜爾然丁丸                 | 1919年3月28日  | 1919年6月15日  | 1919年7月4日   | 98       | [ 7 ]                      |
| Eastern Moon               | 1919年7月14日  | 1919年11月6日  | 1919年12月2日  | 141      | 第二次日米船鉄交換契約船舶 |
| Eastern Ocean              | 1919年8月24日  | 1919年11月24日 | 1920年1月17日  | 146      | 第二次日米船鉄交換契約船舶 |
| Eastern Planet             | 1919年10月8日  | 1919年12月22日 | 1920年2月13日  | 128      | 第二次日米船鉄交換契約船舶 |
| Eastern Dawn               | 1919年10月22日 | 1920年1月17日  | 1920年3月1日   | 131      | 第二次日米船鉄交換契約船舶 |
| Eastern Cloud              | 1919年11月6日  | 1920年2月3日   | 1920年3月15日  | 130      | 第二次日米船鉄交換契約船舶 |
| 亜丁丸                     | 1919年3月31日  | 1919年6月16日  | 1919年7月8日   | 99       | [ 8 ]                      |
| ねいぷる丸                 | 1919年4月30日  | 1919年6月28日  | 1919年7月17日  | 78       | [ 8 ]                      |
| 坡土西丸                   | 1919年5月2日   | 1919年7月14日  | 1919年8月1日   | 91       | [ 8 ]                      |
| からち丸                   | 1919年5月31日  | 1919年7月26日  | 1919年8月13日  | 74       | [ 8 ]                      |
| けいぷたうん丸             | 1919年6月15日  | 1919年8月24日  | 1919年9月13日  | 90       | [ 8 ]                      |
| 蘇格蘭丸                   | 1919年6月16日  | 1919年9月9日   | 1919年10月14日 | 120      | [ 8 ]                      |
| 伊太利丸                   | 1919年6月28日  | 1919年9月10日  | 1919年10月11日 | 105      | [ 8 ]                      |
| 仏蘭西丸                   | 1919年7月26日  | 1919年10月10日 | 1919年11月1日  | 98       | [ 8 ]                      |
| 英蘭丸                     | 1919年7月28日  | 1919年10月22日 | 1919年11月18日 | 113      | [ 8 ]                      |
| 西班牙丸                   | 1919年9月10日  | 1919年11月22日 | 1919年12月19日 | 100      | [ 8 ]                      |
| 丁抹丸                     | 1919年9月9日   | 1919年12月4日  | 1920年1月28日  | 141      | [ 8 ]                      |
| 和蘭丸                     | 1919年9月10日  | 1919年12月6日  | 1920年2月20日  | 163      | [ 8 ]                      |
| 瑞典丸                     | 1919年12月6日  | 1920年2月5日   | 1920年4月1日   | 117      | [ 8 ]                      |
| ちゃいな丸                 | 1919年12月4日  | 1920年2月16日  | 1920年4月8日   | 126      | [ 8 ]                      |
| 諾威丸                     | 1919年12月22日 | 1920年3月18日  | 1920年4月23日  | 123      | [ 8 ]                      |
| 白耳義丸                   | 1920年1月17日  | 1920年4月1日   | 1920年5月8日   | 112      | [ 8 ]                      |
| おはいを丸                 | 1920年2月5日   | 1920年4月3日   | 1920年5月25日  | 110      | [ 9 ]                      |
| いんであ丸                 | 1920年2月3日   | 1920年4月19日  | 1920年6月11日  | 129      | [ 9 ]                      |
| ていむす丸                 | 1920年4月3日   | 1920年6月2日   | 1920年7月21日  | 109      | [ 9 ]                      |
| おれごん丸                 | 1920年4月1日   | 1920年6月17日  | 1920年8月16日  | 137      | [ 9 ]                      |
| ぱしふいっく丸             | 1920年4月3日   | 1920年7月1日   | 1920年11月18日 | 229      | [ 9 ]                      |
| たいん丸                   | 1920年4月19日  | 1920年8月14日  | 1920年12月28日 | 253      | [ 9 ]                      |
| あとらんちっく丸           | 1920年6月2日   | 1920年8月2日   | 1920年12月20日 | 201      | [ 9 ]                      |
| びくとりあ丸               | 1920年6月17日  | 1921年1月7日   | 1921年2月8日   | 236      | [ 9 ]                      |

船名の詳しい変遷は「略歴」の項に記す。なお、「第二大福丸」、「第五大福丸」および「第七大福丸」がないのは落丁その他の理由ではなく、すでに別のクラスの貨物船に命名されているためである。「第二大福丸」ははわい丸の姉妹船、「第五大福丸」および「第七大福丸」はT型貨物船である

## 特徴、評価と就役

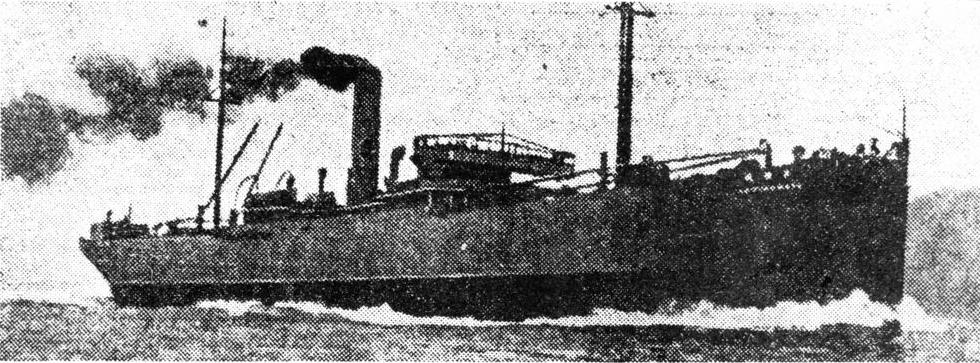
30日で完成した「来福丸」

第一大福丸型貨物船の建造に際し、川崎造船所では既存の貨物船をタイプシップとした。タイプシップとなったのは大阪商船の志やむ丸型貨物船である。志やむ丸型貨物船との主な相違点としては、まずは第一大福丸型貨物船ではイシャーウッド式船体構造を採用している点である。イシャーウッド式船体構造は使用鋼材が少なく済む割に構造が堅牢で、工期が短くコストが抑えられるなどの特徴を有し、1915年からは大阪鉄工所が日本での製造および販売の独占権を持っていた。独占権の締結は「第一大福丸」の起工に先立っているが、川崎造船所と大阪鉄工所との間に使用権料の諸交渉があったかどうかは不明である。いずれにせよ、イシャーウッド式船体構造の採用によって工期は短く、使用鋼材も少なくすむこととなり、これに工員の熟練度の上昇なども合わさって、ついには「来福丸」のように30日で完成する船も出現することとなった。また、船体寸法は志やむ丸型貨物船とほぼ同一であるが、志やむ丸型貨物船が遮浪甲板を有しているのに対して第一大福丸型貨物船は平甲板型で、満載吃水も第一大福丸型貨物船の方が深かった。満載吃水の増加は耐荷重量の増加にもつながっており、平均で約1,227トンも増加していた。重量トン数も大きく見せることが出来、売買上は川崎造船所側に有利になるとみられていた。
しかし、第一大福丸型貨物船のキャパシティは船型と比較すると大きすぎ、また平甲板型を採用したため耐波性に難があった。上層甲板のみに特設肋骨を配していた志やむ丸型貨物船に比べて、上層甲板のほかに下層甲板にも特設肋骨を配して強度を与えていたにもかかわらず、外洋での航海で船体が損傷する例も多々あった。「来福丸」は積荷の変位でバランスが崩れて横転沈没したが、キャパシティが船型と比較して大きすぎたがゆえの事故かどうかは不明である。
第一大福丸型貨物船は「当社の造船史に新しいエポックを画した」ことは間違いないが、同時に昭和金融恐慌で川崎造船所が一時経営破たんした要因の一つともなった。第一次世界大戦の終結で75隻の第一大福丸型貨物船を含む96隻のストックボートの大半は売れ残り、川崎造船所ではストックボートを自社運航船として運用したほか、川崎汽船や国際汽船を設立して消化を図ろうとした。しかし、あまりの大船腹をもてあまして海外に活路を求めたりしたものの、所詮は「川崎」という手のひらの中でやりくりをしているようなものであった。やがて国際汽船の経営危機と川崎系企業からの離脱、松方の退陣、そして川崎造船所の経営破たんにいたる。ひいては、「量」を求めて「質」を求めなかった結果、民間船建造の分野では三菱長崎造船所など他の有力な大造船所に一歩後れを取る結果にもなった。
太平洋戦争では、日本に残った第一大福丸型貨物船は一部が日本陸軍や日本海軍に徴傭され、南方作戦など初期の作戦に投入されたが、1945年（昭和20年）5月12日に沈没した「智利丸」と「伯剌西爾丸」を最後にすべて姿を消した。海外に移った第一大福丸型貨物船の消長についてはすべて判明しているわけではないが、イギリスを経てフランスに移った3隻のうち、「第三大福丸」として建造中にイギリスに引き渡された "War Queen" がギリシャ船籍 "Cleophie Ioanna" となったのち、1954年に解体された。判明している中では、"War Queen" が第二次世界大戦を乗り越えた唯一の第一大福丸型貨物船である。

## 略歴
| 第一大福丸/Argonne         | 1916年                          | Argonne steamship co. （アメリカ） "Argonne"                                                       |
| 第一大福丸/Argonne         | 1918年                          | アメリカ政府 "Argonne"                                                                             |
| 第一大福丸/Argonne         | 1919年                          | 元の船会社へ返還。                                                                                 |
| 第一大福丸/Argonne         | 1922年                          | Francaise Marine & Co.（フランス） "Calonne"                                                       |
| 第一大福丸/Argonne         | 1934年                          | INSA.（イタリア） "Wally"                                                                          |
| 第一大福丸/Argonne         | 1935年                          | ラ・スペツィアで解体                                                                               |
| 吉田丸                     | 1917年                          | 山下汽船に売却。すぐにイタリア政府に売却。以降不明                                                 |
| 第三大福丸/War Queen       | 1917年                          | Furness Withy & Co. Ltd.（イギリス） "War Queen"                                                   |
| 第三大福丸/War Queen       | 1919年                          | Messageries Maritimes, Dunkerque.（フランス） "Lieutenant de la Tour"                              |
| 第三大福丸/War Queen       | 1951年                          | Constantin Atychides, Costa Rica.（ギリシャ） "Cleophie Ioanna"                                    |
| 第三大福丸/War Queen       | 1954年                          | ミルフォードヘイヴンで解体                                                                         |
| 第四大福丸/War Prince      | 1917年                          | The Shipping Controller, London.（イギリス） "War Prince"。運航は Furness Withy & Co. Ltd.         |
| 第四大福丸/War Prince      | 1920年                          | Messageries Maritimes, Dunkerque. "Commissaire Pierre Lecocq"                                      |
| 第四大福丸/War Prince      | 1933年                          | Theseus S S Co.,Panama.（パナマ） "Mount Pelion"                                                   |
| 第四大福丸/War Prince      | 1936年                          | Kulukundis Bros,Syra.（シリア） "Mount Pelion"                                                     |
| 第四大福丸/War Prince      | 1937年                          | Elias G. Culucundis and Stephen C. Costomeni, Athens.（ギリシャ） "Mount Pelion"                   |
| 第四大福丸/War Prince      | 1942年11月2日                   | SC-107船団加入中、U-522の雷撃により沈没                                                            |
| 第八大福丸/War Admiral     | 1917年                          | Furness Withy & Co. Ltd. "War Admiral"                                                             |
| 第八大福丸/War Admiral     | 1919年                          | Messageries Maritimes, Dunkerque. "Chef Mecanicien Mailhol"                                        |
| 第八大福丸/War Admiral     | 1936年                          | John Papadeas,Piraeus.（ギリシャ） "Maleas"                                                        |
| 第八大福丸/War Admiral     | 1936年                          | Coumataros Bros,Piraeus.（ギリシャ） "Theodoros Coumantaros"                                       |
| 第八大福丸/War Admiral     | 1940年                          | 小谷杢之助「金開丸」                                                                               |
| 第八大福丸/War Admiral     | 1942年10月3日                   | 尻屋崎沖でアメリカ潜水艦「グリーンリング」の雷撃により沈没                                         |
| 第六大福丸/War Council     | 1917年                          | Furness Withy & Co. Ltd. "War Council"                                                             |
| 第六大福丸/War Council     | 1918年10月16日                  | マタパン沖で、U-63の雷撃により沈没                                                                 |
| 第九大福丸/War Wolf        | 1917年                          | Furness Withy & Co. Ltd. "War Wolf"                                                                |
| 第九大福丸/War Wolf        | 1919年                          | Messageries Maritimes, Dunkerque. "Commandant Mages"                                               |
| 第九大福丸/War Wolf        | 1933年                          | Cie France Navigation, Dunkerque.（フランス） "Saint Malo"                                         |
| 第九大福丸/War Wolf        | 1940年                          | カナダ軍に鹵獲。Canadian Government Merchant Marine Ltd, managers.（カナダ） "Saint Malo"          |
| 第九大福丸/War Wolf        | 1940年10月12日                  | HX-77船団加入中、U-101の雷撃により沈没                                                             |
| 第十大福丸/War Lion        | 1917年                          | Furness Withy & Co. Ltd. "War Lion"                                                                |
| 第十大福丸/War Lion        | 1919年                          | African SS Co.（イギリス） "Jebba"                                                                 |
| 第十大福丸/War Lion        | 1933年                          | Tramp Shipping Development Co.（イギリス） "Jebba"                                                 |
| 第十大福丸/War Lion        | 1933年                          | Xilas & Constantinidis, Syra.（ギリシャ） "Thalia"                                                 |
| 第十大福丸/War Lion        | 1940年10月12日                  | SC-7船団加入中、U-99の雷撃により沈没                                                               |
| 第十一大福丸/War Tiger     | 1917年                          | Furness Withy & Co. Ltd. "War Tiger"                                                               |
| 第十一大福丸/War Tiger     | 1919年                          | Soc Anon Marittima Italiana, Genoa.（イタリア） "Capodimonte"                                      |
| 第十一大福丸/War Tiger     | 1932年                          | Lloyd Triestino, Genoa.（イタリア） "Capodimonte"                                                  |
| 第十一大福丸/War Tiger     | 1933年                          | ラ・スペツィアで解体                                                                               |
| 第十二大福丸/War Hero      | 1917年                          | Furness Withy & Co. Ltd. "War Hero"                                                                |
| 第十二大福丸/War Hero      | 1919年                          | British India SN Co.（イギリス） "Hatkhola"                                                        |
| 第十二大福丸/War Hero      | 1934年                          | 大阪で解体                                                                                         |
| 第十三大福丸/War Pilot     | 1917年                          | Furness Withy & Co. Ltd. "War Pilot"                                                               |
| 第十三大福丸/War Pilot     | 1919年                          | British & African SN Co. "Jekri"                                                                   |
| 第十三大福丸/War Pilot     | 1933年                          | Tramp Shipping Development Co. "Jekri"                                                             |
| 第十三大福丸/War Pilot     | 1934年                          | ジェノバで解体                                                                                     |
| 第十四大福丸/ぼるねお丸    | 1917年                          | 大阪商船「ぼるねお丸」                                                                             |
| 第十四大福丸/ぼるねお丸    | 1921年                          | 西回り世界一周航路                                                                                 |
| 第十四大福丸/ぼるねお丸    | 1923年                          | ボンベイ線                                                                                         |
| 第十四大福丸/ぼるねお丸    | 1928年                          | カルカッタ線                                                                                       |
| 第十四大福丸/ぼるねお丸    | 1937年                          | 日本陸軍に徴傭                                                                                     |
| 第十四大福丸/ぼるねお丸    | 1941年12月8日                   | マレー作戦                                                                                         |
| 第十四大福丸/ぼるねお丸    | 1942年4月10日                   | セブ攻略戦で爆撃を受け損傷                                                                         |
| 第十四大福丸/ぼるねお丸    | 1942年9月27日                   | キスカ島に向け小樽出港                                                                             |
| 第十四大福丸/ぼるねお丸    | 1942年10月6日                   | キスカ島着                                                                                         |
| 第十四大福丸/ぼるねお丸    | 1942年10月7日および16日         | キスカ島で爆撃を受け放棄                                                                           |
| 第十五大福丸/せれべす丸    | 1917年                          | 大阪商船「せれべす丸」                                                                             |
| 第十五大福丸/せれべす丸    | 1941年9月                       | 日本陸軍に徴傭                                                                                     |
| 第十五大福丸/せれべす丸    | 1942年6月1日から6月8日          | 輸送船団（タボイ→昭南）                                                                            |
| 第十五大福丸/せれべす丸    | 1944年11月8日                   | マニラ出撃（第四次多号作戦）                                                                       |
| 第十五大福丸/せれべす丸    | 1944年11月10日                  | ルソン島ボンドック半島サバンギン礁に座礁                                                           |
| 第十五大福丸/せれべす丸    | 1944年11月15日                  | 座礁中、爆撃を受け破壊                                                                             |
| 第十六大福丸/すまとら丸    | 1917年                          | 大阪商船「すまとら丸」                                                                             |
| 第十六大福丸/すまとら丸    | 1919年                          | 東航ニューヨーク線                                                                                 |
| 第十六大福丸/すまとら丸    | 1941年10月                      | 日本陸軍に徴傭                                                                                     |
| 第十六大福丸/すまとら丸    | 1942年12月2日から12月15日       | 八号演習輸送（佐伯→ラバウル）                                                                      |
| 第十六大福丸/すまとら丸    | 1942年12月24日                  | パラオ着                                                                                           |
| 第十六大福丸/すまとら丸    | 1943年4月20日                   | サンベルナルジノ海峡東岸部で座礁                                                                   |
| 第十六大福丸/すまとら丸    | 1943年5月12日                   | アメリカ潜水艦「ガジョン」の雷撃により大破着底                                                     |
| 第十六大福丸/すまとら丸    | 1943年5月27日                   | 放棄                                                                                               |
| 第十六大福丸/すまとら丸    | 1944年11月22日                  | 日本陸軍は、「すまとら丸」に関わる全賠償額のうち一般海難賠償額相当分を差し引いた額を大阪商船に賠償 |
| 第十七大福丸/神国丸        | 1918年                          | 岸本汽船「神国丸」                                                                                 |
| 第十七大福丸/神国丸        | 1924年                          | 船籍末梢                                                                                           |
| 第十八大福丸/Eastern Queen | 1918年                          | アメリカ政府（U. S. Shipping Board） "Eastern Queen"                                               |
| 第十八大福丸/Eastern Queen | 1938年                          | 解体                                                                                               |
| 第十九大福丸/Easterner     | 1918年                          | アメリカ政府 "Easterner"。                                                                         |
| 第十九大福丸/Easterner     | 1937年                          | Chandris, John D.（ギリシャ） "Mari Chandris"                                                      |
| 第十九大福丸/Easterner     | 1940年                          | 英ファルマス港で空爆を受けて大破放棄。                                                             |
| 第二十二大福丸/長門丸      | 1918年                          | 日本郵船「長門丸」                                                                                 |
| 第二十二大福丸/長門丸      | 1941年10月18日                  | 日本陸軍に徴傭                                                                                     |
| 第二十二大福丸/長門丸      | 1941年12月24日                  | ラモン湾上陸作戦                                                                                   |
| 第二十二大福丸/長門丸      | 1943年9月2日                    | ウェワク港内で爆撃を受け沈没                                                                       |
| 第二十大福丸/Eastern Sun   | 1918年                          | アメリカ政府 "Eastern Sun"                                                                         |
| 第二十大福丸/Eastern Sun   | 1938年                          | 解体                                                                                               |
| 第二十三大福丸/永福丸      | 1918年                          | 川崎造船所「永福丸」                                                                               |
| 第二十三大福丸/永福丸      | 1920年2月1日                    | 国際汽船「永福丸」                                                                                 |
| 第二十三大福丸/永福丸      | 1929年9月15日                   | 興運汽船「永福丸」                                                                                 |
| 第二十三大福丸/永福丸      | 1933年12月19日                  | 東大汽船「永福丸」                                                                                 |
| 第二十三大福丸/永福丸      | 1940年8月1日                    | 山下汽船「永福丸」                                                                                 |
| 第二十三大福丸/永福丸      | 1942年8月31日                   | 台湾埠頭角でアメリカ潜水艦「グロウラー」の雷撃により沈没                                           |
| 第二十一大福丸/Eastern Sea | 1918年                          | アメリカ政府 "Eastern Sea"                                                                         |
| 第二十一大福丸/Eastern Sea | 1936年                          | 解体のため売却                                                                                     |
| 第二十一大福丸/Eastern Sea | 1938年                          | 解体                                                                                               |
| 第二十五大福丸/興福丸      | 1918年                          | 川崎造船所「興福丸」                                                                               |
| 第二十五大福丸/興福丸      | 1920年2月1日                    | 国際汽船「興福丸」                                                                                 |
| 第二十五大福丸/興福丸      | 1938年4月21日                   | 山下汽船「興福丸」                                                                                 |
| 第二十五大福丸/興福丸      | 1941年9月                       | 日本陸軍に徴傭                                                                                     |
| 第二十五大福丸/興福丸      | 1941年12月24日                  | ラモン湾上陸作戦                                                                                   |
| 第二十五大福丸/興福丸      | 1942年6月1日                    | ラングーン港で爆撃を受け沈没                                                                       |
| 第二十六大福丸/East Wind   | 1918年                          | アメリカ政府 "Eastern Wind"                                                                        |
| 第二十六大福丸/East Wind   | 1932年                          | ボストンにて解体                                                                                   |
| 第二十七大福丸/East Cape   | 1918年                          | アメリカ政府 "Eastern Cape"                                                                        |
| 第二十七大福丸/East Cape   | 1937年                          | 解体                                                                                               |
| 第二十八大福丸/Easter Ling | 1918年                          | アメリカ政府 "Eastern Ling"                                                                        |
| 第二十八大福丸/Easter Ling | 1937年                          | Chandris, John D. "Antonios Chandris"                                                              |
| 第二十八大福丸/Easter Ling | 1940年9月8日                    | 大西洋上でドイツ仮装巡洋艦「ヴィダー」に拿捕され、爆破処分                                         |
| 第二十九大福丸/喜福丸      | 1933年から1938年                | 商業航海・ニューヨーク線                                                                           |
| 第二十九大福丸/喜福丸      | 1928年6月                       | 国際汽船「喜福丸」                                                                                 |
| 第二十九大福丸/喜福丸      | 1932年                          | 荻布海商「喜福丸」                                                                                 |
| 第二十九大福丸/喜福丸      | 1940年5月30日                   | 日産汽船「日紀丸」                                                                                 |
| 第二十九大福丸/喜福丸      | 1942年10月                      | 沖輸送第七船団（佐伯→ラバウル）                                                                    |
| 第二十九大福丸/喜福丸      | 1943年5月11日から5月17日        | R09船団（ラバウル→パラオ）                                                                         |
| 第二十九大福丸/喜福丸      | 1943年11月30日から12月8日       | 輸送船団（パラオ→ラバウル）                                                                        |
| 第二十九大福丸/喜福丸      | 1944年1月7日から1月18日         | 第127船団（門司→高雄）                                                                             |
| 第二十九大福丸/喜福丸      | 1944年2月22日                   | マノクワリ行船団加入中、アメリカ潜水艦「バラオ」の雷撃により沈没                                   |
| 第三十一大福丸/豊福丸      | 1918年                          | 川崎造船所「豊福丸」                                                                               |
| 第三十一大福丸/豊福丸      | 1928年6月                       | 国際汽船「豊福丸」                                                                                 |
| 第三十一大福丸/豊福丸      | 1942年3月1日                    | ジャワ島エレタン上陸作戦                                                                           |
| 第三十一大福丸/豊福丸      | 1943年4月                       | 第三次ウェワク輸送（佐伯→パラオ→ウェワク）                                                         |
| 第三十一大福丸/豊福丸      | 1943年11月16日                  | 大阪商船「豊福丸」                                                                                 |
| 第三十一大福丸/豊福丸      | 1944年7月4日から7月8日          | シミ05船団（昭南→ミリ）                                                                            |
| 第三十一大福丸/豊福丸      | 1944年9月21日                   | マタ27船団加入中、ルソン島マシンロック沖で爆撃を受け沈没                                           |
| 第三十大福丸/来福丸        | 1918年                          | 川崎造船所「来福丸」                                                                               |
| 第三十大福丸/来福丸        | 1920年2月1日                    | 国際汽船「来福丸」                                                                                 |
| 第三十大福丸/来福丸        | 1925年4月21日                   | ハリファックス沖で荒天により沈没                                                                   |
| 盛福丸                     | 1918年                          | 川崎造船所「盛福丸」                                                                               |
| 盛福丸                     | 1919年8月1日                    | 国際汽船「盛福丸」                                                                                 |
| 盛福丸                     | 1921年9月26日                   | 座礁沈没                                                                                           |
| 東福丸                     | 1919年                          | 川崎造船所「東福丸」                                                                               |
| 東福丸                     | 1919年8月1日                    | 国際汽船「東福丸」                                                                                 |
| 東福丸                     | 1933年3月13日                   | 日本合同工船（→共同漁業→日本水産）「東福丸」                                                       |
| 東福丸                     | 1938年1月25日                   | 大光商船「東福丸」                                                                                 |
| 東福丸                     | 1941年12月24日                  | ラモン湾上陸作戦                                                                                   |
| 東福丸                     | 1942年1月21日から1月26日        | 第二師団輸送（門司→馬公）                                                                          |
| 東福丸                     | 1943年7月15日から7月24日        | オ505船団（佐伯→パラオ）                                                                           |
| 東福丸                     | 1943年12月24日                  | 紀伊半島三木岬沖でアメリカ潜水艦「ガーナード」の雷撃により沈没                                     |
| 慶福丸                     | 1919年                          | 川崎造船所「慶福丸」                                                                               |
| 慶福丸                     | 1920年2月1日                    | 国際汽船「慶福丸」                                                                                 |
| 慶福丸                     | 1933年8月26日                   | 大光商船「慶福丸」                                                                                 |
| 慶福丸                     | 1941年                          | 日本陸軍に徴傭                                                                                     |
| 慶福丸                     | 1943年1月5日                    | ラバウル港内で爆撃を受け沈没                                                                       |
| 智福丸                     | 1919年                          | 川崎造船所「智福丸」                                                                               |
| 智福丸                     | 1919年8月1日                    | 国際汽船「智福丸」                                                                                 |
| 智福丸                     | 1932年                          | 筒井清松「智福丸」                                                                                 |
| 智福丸                     | 1933年                          | 会陽汽船「智福丸」                                                                                 |
| 智福丸                     | 1938年9月15日から1939年1月10日  | 日本海軍に徴傭、一般雑用船                                                                         |
| 智福丸                     | 1943年1月                       | ラエ輸送作戦（十八号作戦）                                                                         |
| 智福丸                     | 1943年1月16日                   | アメリカ潜水艦「グロウラー」の雷撃により沈没                                                       |
| 隆福丸                     | 1919年                          | 川崎造船所「隆福丸」                                                                               |
| 隆福丸                     | 1919年8月1日                    | 国際汽船「隆福丸」                                                                                 |
| 隆福丸                     | 1932年                          | 荻布海商「隆福丸」                                                                                 |
| 隆福丸                     | 1940年5月30日                   | 日産汽船「日照丸」                                                                                 |
| 隆福丸                     | 1941年12月20日                  | ダバオ攻略戦                                                                                       |
| 隆福丸                     | 1942年1月10日                   | タラカン島攻略戦                                                                                   |
| 隆福丸                     | 1942年1月24日                   | バリクパパン上陸作戦                                                                               |
| 隆福丸                     | 1942年3月1日                    | ジャワ島クラガン上陸作戦                                                                           |
| 隆福丸                     | 1942年12月30日                  | アメリカ潜水艦「グロウラー」の雷撃により沈没                                                       |
| 徳福丸                     | 1919年                          | 川崎造船所「徳福丸」                                                                               |
| 徳福丸                     | 1920年2月1日                    | 国際汽船「徳福丸」                                                                                 |
| 徳福丸                     | 1924年3月25日                   | 海難により沈没（位置不明）                                                                         |
| 寿福丸                     | 1919年                          | 川崎造船所「寿福丸」                                                                               |
| 寿福丸                     | 1919年8月1日                    | 国際汽船「寿福丸」                                                                                 |
| 寿福丸                     | 1929年2月                       | 扶桑海運「寿福丸」                                                                                 |
| 寿福丸                     | 1934年7月                       | 満州海陸運送「満寿丸」                                                                             |
| 寿福丸                     | 1936年8月10日                   | 山下汽船「満寿丸」                                                                                 |
| 寿福丸                     | 1937年11月24日                  | 座礁放棄。岡田組が購入                                                                             |
| 寿福丸                     | 1938年                          | 岡田組「萬寿丸」                                                                                   |
| 寿福丸                     | 1942年4月                       | 岡田商船「萬寿丸」                                                                                 |
| 寿福丸                     | 1943年6月16日                   | 日本海軍に徴傭、一般雑用船                                                                         |
| 寿福丸                     | 1943年7月2日から7月21日         | 第3702乙船団（横須賀→トラック）                                                                    |
| 寿福丸                     | 1943年11月29日                  | 第3123船団加入中、アメリカ潜水艦「パーゴ」の雷撃により沈没                                         |
| 坡土蘭丸                   | 1919年                          | 川崎造船所「坡土蘭丸」                                                                             |
| 坡土蘭丸                   | 1920年2月1日                    | 国際汽船「坡土蘭丸」                                                                               |
| 坡土蘭丸                   | 1933年2月7日                    | 玉井商船「坡土蘭丸」                                                                               |
| 坡土蘭丸                   | 1935年3月20日                   | カンガルー島沖で座礁沈没                                                                           |
| 華盛頓丸                   | 1919年                          | 川崎造船所「華盛頓丸」                                                                             |
| 華盛頓丸                   | 1920年2月1日                    | 国際汽船「華盛頓丸」                                                                               |
| 華盛頓丸                   | 1933年3月                       | 原商事「第一眞盛丸」                                                                               |
| 華盛頓丸                   | 1942年2月18日                   | パレンバン攻略戦                                                                                   |
| 華盛頓丸                   | 1942年12月21日から1943年1月20日 | 六号輸送第一船団（上海→トラック→ショートランド）                                                   |
| 華盛頓丸                   | 1943年9月2日から9月7日          | 第八次ウェワク輸送                                                                                 |
| 華盛頓丸                   | 1944年3月12日から3月19日以降    | 東松二号往航船団（東京湾→サイパン島→プルワット環礁）                                               |
| 華盛頓丸                   | 1944年7月26日から8月18日        | ミ13船団（伊万里湾→ミリ）                                                                          |
| 華盛頓丸                   | 1944年8月19日から8月21日        | ミシ07船団（ミリ→クチン）                                                                          |
| 華盛頓丸                   | 1944年9月15日から9月25日        | ミマ11船団（ミリ→パラワン島バキット湾）                                                            |
| 華盛頓丸                   | 1944年10月24日                  | マタ30船団加入中、アメリカ潜水艦「スヌーク」の雷撃により沈没                                       |
| 晩香坡丸                   | 1919年                          | 川崎造船所「晩香坡丸」                                                                             |
| 晩香坡丸                   | 1919年8月1日                    | 国際汽船「晩香坡丸」                                                                               |
| 晩香坡丸                   | 1934年                          | 満州海陸運送「満泰丸」                                                                             |
| 晩香坡丸                   | 1936年8月10日                   | 山下汽船「満泰丸」                                                                                 |
| 晩香坡丸                   | 1943年9月20日から25日           | 臨時B船団（馬公→門司）                                                                             |
| 晩香坡丸                   | 1944年5月12日                   | 日本海軍に徴傭、一般雑用船                                                                         |
| 晩香坡丸                   | 1944年7月17日                   | タマ21C船団加入中、アメリカ潜水艦「ガードフィッシュ」の雷撃により沈没                              |
| 桑港丸                     | 1919年                          | 川崎造船所「桑港丸」                                                                               |
| 桑港丸                     | 1919年8月1日                    | 国際汽船「桑港丸」                                                                                 |
| 桑港丸                     | 1937年12月6日                   | 山下汽船「桑港丸」                                                                                 |
| 桑港丸                     | 1942年1月20日                   | 日本海軍に徴傭、一般雑用船                                                                         |
| 桑港丸                     | 1943年6月19日から6月28日        | ト906船団（パラオ→佐伯）                                                                           |
| 桑港丸                     | 1944年1月20日から2月4日         | 第3120船団（横須賀→トラック）                                                                      |
| 桑港丸                     | 1944年2月17日                   | トラック島空襲で沈没                                                                               |
| 紐育丸                     | 1919年                          | 川崎汽船「紐育丸」                                                                                 |
| 紐育丸                     | 1920年2月1日                    | 国際汽船「紐育丸」                                                                                 |
| 紐育丸                     | 1921年11月                      | 海難により沈没（位置不明）                                                                         |
| りばぷうる丸               | 1919年                          | 川崎汽船「りばぷうる丸」                                                                           |
| りばぷうる丸               | 1920年2月1日                    | 国際汽船「りばぷうる丸」                                                                           |
| りばぷうる丸               | 1941年12月20日                  | ダバオ攻略戦                                                                                       |
| りばぷうる丸               | 1942年1月10日                   | タラカン島攻略戦                                                                                   |
| りばぷうる丸               | 1942年1月24日                   | バリクパパン上陸作戦                                                                               |
| りばぷうる丸               | 1942年2月10日                   | バンジャルマシン攻略支援                                                                           |
| りばぷうる丸               | 1942年3月1日                    | ジャワ島クラガン上陸作戦                                                                           |
| りばぷうる丸               | 1943年7月4日                    | 第172船団加入中、アメリカ潜水艦「スヌーク」の雷撃により沈没                                        |
| ぐらすごう丸               | 1919年                          | 川崎汽船「ぐらすごう丸」                                                                           |
| ぐらすごう丸               | 1919年8月1日                    | 国際汽船「ぐらすごう丸」                                                                           |
| ぐらすごう丸               | 1942年4月16日から5月1日         | 第三戦車団輸送（昭南→門司）                                                                        |
| ぐらすごう丸               | 1943年8月22日                   | ラングーン沖で雷撃により沈没                                                                       |
| 新嘉坡丸                   | 1919年                          | 川崎汽船「新嘉坡丸」                                                                               |
| 新嘉坡丸                   | 1919年8月1日                    | 国際汽船「新嘉坡丸」                                                                               |
| 新嘉坡丸                   | 1932年                          | 神戸桟橋「新嘉坡丸」                                                                               |
| 新嘉坡丸                   | 1942年2月18日                   | パレンバン攻略戦                                                                                   |
| 新嘉坡丸                   | 1942年                          | 神戸桟橋「昭南丸」                                                                                 |
| 新嘉坡丸                   | 1944年9月9日                    | アメリカ潜水艦「シール」の雷撃により沈没                                                           |
| 智利丸                     | 1919年                          | 川崎汽船「智利丸」                                                                                 |
| 智利丸                     | 1920年2月1日                    | 国際汽船「智利丸」                                                                                 |
| 智利丸                     | 1933年6月19日                   | 興運汽船「智利丸」                                                                                 |
| 智利丸                     | 1935年4月4日                    | 太平洋漁業「智利丸」                                                                               |
| 智利丸                     | 1936年2月6日                    | 山下汽船「智利丸」                                                                                 |
| 智利丸                     | 1943年2月6日                    | 第221船団（高雄→門司）                                                                             |
| 智利丸                     | 1944年4月2日から4月9日          | タモ15船団（高雄→門司）                                                                            |
| 智利丸                     | 1944年6月23日から7月3日         | モマ09船団・ミ09船団（門司→高雄→マニラ）                                                           |
| 智利丸                     | 1945年5月12日                   | 壱岐島沖で爆撃を受け沈没                                                                           |
| 伯剌西爾丸                 | 1919年                          | 川崎汽船「伯剌西爾丸」                                                                             |
| 伯剌西爾丸                 | 1919年8月1日                    | 国際汽船「伯剌西爾丸」                                                                             |
| 伯剌西爾丸                 | 1933年3月30日                   | 小野合名「伯剌西爾丸」                                                                             |
| 伯剌西爾丸                 | 1941年12月21日                  | リンガエン湾上陸作戦                                                                               |
| 伯剌西爾丸                 | 1942年1月21日から1月26日        | 第二師団輸送（門司→馬公）                                                                          |
| 伯剌西爾丸                 | 1942年3月1日                    | ジャワ島バンタム湾上陸作戦                                                                         |
| 伯剌西爾丸                 | 1943年1月5日                    | ラエ輸送作戦（十八号作戦）                                                                         |
| 伯剌西爾丸                 | 1943年1月16日から1月22日        | 輸送船団（ラバウル→パラオ）                                                                        |
| 伯剌西爾丸                 | 1943年                          | 太洋興業「伯剌西爾丸」                                                                             |
| 伯剌西爾丸                 | 1943年7月15日から7月24日        | オ505船団（佐伯→パラオ）                                                                           |
| 伯剌西爾丸                 | 1943年8月24日から9月4日         | フ407船団（パラオ→佐伯）                                                                           |
| 伯剌西爾丸                 | 1944年3月6日から3月13日         | パタ04船団（パラオ→高雄）                                                                          |
| 伯剌西爾丸                 | 1944年4月21日から5月20日        | 竹一船団（上海→マニラ→ハルマヘラ島→マニラ）                                                        |
| 伯剌西爾丸                 | 1944年8月17日から8月19日        | カタ717船団（鹿児島→那覇）                                                                         |
| 伯剌西爾丸                 | 1944年11月30日から12月          | ミ29船団（門司→台湾）                                                                              |
| 伯剌西爾丸                 | 1945年5月12日                   | 神戸港内で触雷沈没                                                                                 |
| 亜爾然丁丸                 | 1919年                          | 川崎汽船「亜爾然丁丸」                                                                             |
| 亜爾然丁丸                 | 1919年8月1日                    | 国際汽船「亜爾然丁丸」                                                                             |
| 亜爾然丁丸                 | 1920年                          | 大西洋で行方不明                                                                                   |
| Eastern Moon               | 1919年                          | アメリカ政府 "Eastern Moon"                                                                        |
| Eastern Moon               | 1932年                          | ボストンにて解体                                                                                   |
| Eastern Ocean              | 1919年                          | アメリカ政府 "Eastern Ocean"                                                                       |
| Eastern Ocean              | 1923年                          | Garland SS Corp.（アメリカ） "George Allen"                                                        |
| Eastern Ocean              | 1927年                          | Calmar SS Co Inc.（アメリカ） "Pennmar"                                                            |
| Eastern Ocean              | 1942年9月24日                   | SC-100船団加入中、U-432の雷撃により沈没                                                            |
| Eastern Planet             | 1919年                          | アメリカ政府 "Eastern Planet"                                                                      |
| Eastern Planet             | 1937年                          | Chandris, John D.（ギリシャ） "Jenny Chandris"                                                     |
| Eastern Planet             | 1937年11月13日                  | アメリカ東海岸沖にて荒天により沈没。                                                               |
| Eastern Dawn               | 1919年                          | アメリカ政府 "Eastern Dawn"                                                                        |
| Eastern Dawn               | 1932年                          | ボストンにて解体                                                                                   |
| Eastern Cloud              | 1919年                          | アメリカ政府 "Eastern Cloud"                                                                       |
| Eastern Cloud              | 1923年                          | Garland SS Corp. "James B. Duke"                                                                   |
| Eastern Cloud              | 1927年                          | Calmar SS Co Inc. "Massmar"                                                                        |
| Eastern Cloud              | 1942年7月5日                    | QP-13船団加入中、触雷沈没                                                                          |
| 亜丁丸                     | 1919年                          | 川崎汽船「亜丁丸」                                                                                 |
| 亜丁丸                     | 1920年2月1日                    | 国際汽船「亜丁丸」                                                                                 |
| 亜丁丸                     | 1937年9月24日                   | 山下汽船「亜丁丸」                                                                                 |
| 亜丁丸                     | 1938年7月12日                   | 小野合名「亜丁丸」                                                                                 |
| 亜丁丸                     | 1941年12月21日                  | リンガエン湾上陸作戦                                                                               |
| 亜丁丸                     | 1942年1月14日から1月18日        | 輸送船団（門司→高雄）                                                                              |
| 亜丁丸                     | 1942年3月1日                    | ジャワ島クラガン上陸作戦                                                                           |
| 亜丁丸                     | 1943年                          | 太洋興業「亜丁丸」                                                                                 |
| 亜丁丸                     | 1943年8月28日から9月2日         | 第七次ウェワク輸送                                                                                 |
| 亜丁丸                     | 1944年1月20日から1月27日        | H14船団（マニラ→ハルマヘラ島カウ）                                                                 |
| 亜丁丸                     | 1944年5月6日                    | 竹一船団加入中、アメリカ潜水艦「ガーナード」の雷撃により沈没                                       |
| ねいぷる丸                 | 1919年                          | 川崎汽船「ねいぷる丸」                                                                             |
| ねいぷる丸                 | 1919年8月1日                    | 国際汽船「ねいぷる丸」                                                                             |
| ねいぷる丸                 | 1943年11月16日                  | 大阪商船「ねいぷる丸」                                                                             |
| ねいぷる丸                 | 1943年11月20日                  | ラバウル近海で爆撃を受け沈没                                                                       |
| 坡土西丸                   | 1919年                          | 川崎汽船「坡土西丸」                                                                               |
| 坡土西丸                   | 1920年2月1日                    | 国際汽船「坡土西丸」                                                                               |
| 坡土西丸                   | 1933年                          | 栃木商事「うめ丸」                                                                                 |
| 坡土西丸                   | 1943年11月1日                   | オ112船団加入中、アメリカ潜水艦「シーホース」の雷撃により沈没                                      |
| からち丸                   | 1919年                          | 川崎汽船「からち丸」                                                                               |
| からち丸                   | 1920年2月1日                    | 国際汽船「からち丸」                                                                               |
| からち丸                   | 1933年4月6日                    | 山本汽船「からち丸」                                                                               |
| からち丸                   | 1942年                          | 山本汽船「彰山丸」                                                                                 |
| からち丸                   | 1943年6月11日                   | 日本海軍に徴傭、一般雑用船                                                                         |
| からち丸                   | 1943年6月26日                   | 第3625船団加入中、アメリカ潜水艦「ジャック」の雷撃により沈没                                       |
| けいぷたうん丸             | 1919年                          | 川崎汽船「けいぷたうん丸」                                                                         |
| けいぷたうん丸             | 1922年10月11日                  | 国際汽船「けいぷたうん丸」                                                                         |
| けいぷたうん丸             | 1936年                          | 栃木商事「みどり丸」                                                                               |
| けいぷたうん丸             | 1942年10月7日                   | 座礁沈没                                                                                           |
| 蘇格蘭丸                   | 1919年                          | 川崎汽船「蘇格蘭丸」                                                                               |
| 蘇格蘭丸                   | 1935年7月12日                   | 小野合名「蘇格蘭丸」                                                                               |
| 蘇格蘭丸                   | 1936年4月7日                    | 海難により沈没（位置不明）                                                                         |
| 伊太利丸                   | 1919年                          | 川崎汽船「伊太利丸」                                                                               |
| 伊太利丸                   | 1936年4月15日                   | 玉井商船「伊太利丸」                                                                               |
| 伊太利丸                   | 1942年12月27日                  | ラバウルで爆撃を受け沈没                                                                           |
| 仏蘭西丸                   | 1919年                          | 川崎汽船「仏蘭西丸」                                                                               |
| 仏蘭西丸                   | 1920年2月1日                    | 国際汽船「仏蘭西丸」                                                                               |
| 仏蘭西丸                   | 1938年                          | 栃木商事「仏蘭西丸」                                                                               |
| 仏蘭西丸                   | 1942年4月16日から5月1日         | 第三戦車団輸送（昭南→門司）                                                                        |
| 仏蘭西丸                   | 1943年11月30日から12月7日       | 第2612船団（バリクパパン→パラオ）                                                                  |
| 仏蘭西丸                   | 1944年2月23日から2月29日        | タモ05船団（高雄→門司）                                                                            |
| 仏蘭西丸                   | 1944年4月19日から4月27日        | タサ17船団ほか（高雄→サンジャック）                                                                |
| 仏蘭西丸                   | 1944年6月12日から6月23日        | H29船団（マニラ→ハルマヘラ島ワシレ）                                                               |
| 仏蘭西丸                   | 1944年6月25日から7月1日         | M25船団（ワシレ→セブ）                                                                             |
| 仏蘭西丸                   | 1944年9月20日から9月26日        | マサ11船団（マニラ→サンジャック）                                                                  |
| 仏蘭西丸                   | 1945年1月12日                   | サシ40船団加入中、サンジャック近海で第38任務部隊機の爆撃により擱座放棄                             |
| 英蘭丸                     | 1919年                          | 川崎汽船「英蘭丸」                                                                                 |
| 英蘭丸                     | 1920年2月1日                    | 国際汽船「英蘭丸」                                                                                 |
| 英蘭丸                     | 1937年12月17日                  | 山下汽船「英蘭丸」                                                                                 |
| 英蘭丸                     | 1942年6月1日から6月8日          | 輸送船団（タボイ→昭南）                                                                            |
| 英蘭丸                     | 1943年5月17日                   | P512船団加入中、アメリカ潜水艦「グレイバック」の雷撃により沈没                                     |
| 西班牙丸                   | 1919年                          | 川崎汽船「西班牙丸」                                                                               |
| 西班牙丸                   | 1925年5月17日                   | 宮城県沿岸部で座礁沈没                                                                             |
| 丁抹丸                     | 1920年                          | 川崎汽船「丁抹丸」                                                                                 |
| 丁抹丸                     | 1935年4月17日                   | 白洋汽船「丁抹丸」                                                                                 |
| 丁抹丸                     | 1942年3月1日                    | ジャワ島クラガン上陸作戦                                                                           |
| 丁抹丸                     | 1943年3月28日から4月5日         | 輸送船団（ラバウル→パラオ）                                                                        |
| 丁抹丸                     | 1943年9月19日から9月20日        | 第205船団加入も、機関故障で離脱（高雄→基隆）                                                       |
| 丁抹丸                     | 1944年1月16日                   | オ105船団加入中、アメリカ潜水艦「ホエール」の雷撃により沈没                                        |
| 和蘭丸                     | 1920年                          | 川崎汽船「和蘭丸」                                                                                 |
| 和蘭丸                     | 1942年10月17日                  | 細島沖でアメリカ潜水艦「トリガー」の雷撃により沈没                                                 |
| 瑞典丸                     | 1920年                          | 川崎汽船「瑞典丸」                                                                                 |
| 瑞典丸                     | 1928年1月10日                   | パンテッレリーア島で座礁沈没                                                                       |
| ちゃいな丸                 | 1920年                          | 川崎汽船「ちゃいな丸」                                                                             |
| ちゃいな丸                 | 1932年7月10日                   | 東沙諸島で座礁                                                                                     |
| ちゃいな丸                 | 1941年12月8日                   | グアム攻略戦                                                                                       |
| ちゃいな丸                 | 1942年1月23日                   | ラバウル攻略戦                                                                                     |
| ちゃいな丸                 | 1942年3月5日から3月13日         | サラモア攻略戦                                                                                     |
| ちゃいな丸                 | 1942年3月10日                   | アメリカ機動部隊の空襲で損傷                                                                       |
| ちゃいな丸                 | 1942年5月                       | ポートモレスビー作戦                                                                               |
| ちゃいな丸                 | 1943年9月7日から9月14日         | 第424船団（サンジャック→馬公）                                                                     |
| ちゃいな丸                 | 1943年9月19日から9月24日        | 第205船団（馬公→門司）                                                                             |
| ちゃいな丸                 | 1944年5月7日から5月14日         | シミ02船団（昭南→ミリ）                                                                            |
| ちゃいな丸                 | 1944年7月26日から8月4日以前     | ミ13船団（伊万里湾→高雄）                                                                          |
| ちゃいな丸                 | 1944年8月15日から8月25日        | モタ23船団（門司→基隆）                                                                            |
| ちゃいな丸                 | 1944年9月21日                   | マニラで爆撃を受け沈没                                                                             |
| 諾威丸                     | 1920年                          | 川崎汽船「諾威丸」                                                                                 |
| 諾威丸                     | 1944年9月21日                   | マニラで爆撃を受け沈没                                                                             |
| 白耳義丸                   | 1920年                          | 川崎造船所「白耳義丸」                                                                             |
| 白耳義丸                   | 1928年5月                       | 国際汽船「白耳義丸」                                                                               |
| 白耳義丸                   | 1943年9月7日から9月14日         | 第424船団                                                                                          |
| 白耳義丸                   | 1943年11月16日                  | 大阪商船「白耳義丸」                                                                               |
| 白耳義丸                   | 1944年4月                       | 日本陸軍に徴傭                                                                                     |
| 白耳義丸                   | 1944年4月28日から5月2日         | タマ17船団                                                                                         |
| 白耳義丸                   | 1944年6月25日                   | アメリカ潜水艦「フライアー」の雷撃により損傷                                                       |
| 白耳義丸                   | 1944年9月16日                   | 浮き防空砲台に改造                                                                                 |
| 白耳義丸                   | 1944年10月19日                  | マニラで爆撃を受け沈没                                                                             |
| おはいを丸                 | 1920年                          | 川崎造船所「おはいを丸」                                                                           |
| おはいを丸                 | 1928年6月                       | 国際汽船「おはいを丸」                                                                             |
| おはいを丸                 | 1932年6月                       | 白洋汽船「おはいを丸」                                                                             |
| おはいを丸                 | 1942年8月5日                    | アメリカ潜水艦「トートグ」の雷撃により沈没                                                         |
| いんであ丸                 | 1920年                          | 川崎造船所「いんであ丸」                                                                           |
| いんであ丸                 | 1934年12月1日                   | 川崎汽船「いんであ丸」                                                                             |
| いんであ丸                 | 1943年1月16日から1月22日        | 輸送船団（ラバウル→パラオ）                                                                        |
| いんであ丸                 | 1943年4月15日                   | ニューギニア島沿岸で爆撃を受け沈没                                                                 |
| ていむす丸                 | 1920年                          | 川崎造船所「ていむす丸」                                                                           |
| ていむす丸                 | 1934年12月1日                   | 川崎汽船「ていむす丸」                                                                             |
| ていむす丸                 | 1943年7月25日                   | 第2323船団加入中、アメリカ潜水艦「ポンポン」の雷撃により沈没                                       |
| おれごん丸                 | 1920年                          | 川崎造船所「おれごん丸」                                                                           |
| おれごん丸                 | 1934年12月1日                   | 川崎汽船「おれごん丸」                                                                             |
| おれごん丸                 | 1942年11月17日                  | 第726船団加入中、アメリカ潜水艦「サーモン」の雷撃により沈没                                        |
| ぱしふいっく丸             | 1920年                          | 川崎造船所「ぱしふいっく丸」                                                                       |
| ぱしふいっく丸             | 1931年3月                       | 国際汽船「ぱしふいっく丸」                                                                         |
| ぱしふいっく丸             | 1932年7月                       | 玉井商船「ぱしふいっく丸」                                                                         |
| ぱしふいっく丸             | 1941年12月21日                  | リンガエン湾上陸作戦                                                                               |
| ぱしふいっく丸             | 1942年1月21日から1月26日        | 第二師団輸送（門司→馬公）                                                                          |
| ぱしふいっく丸             | 1942年3月1日                    | ジャワ島バンタム湾上陸作戦                                                                         |
| ぱしふいっく丸             | 1943年11月19日                  | ソ206船団加入中、ラバウル近海で爆撃を受け損傷                                                      |
| ぱしふいっく丸             | 1944年2月23日から2月29日        | タモ05船団（高雄→門司）                                                                            |
| ぱしふいっく丸             | 1944年3月23日から3月30日        | モタ13船団（門司→高雄）                                                                            |
| ぱしふいっく丸             | 1944年5月18日から5月22日        | シミ03船団（昭南→ミリ）                                                                            |
| ぱしふいっく丸             | 1944年10月10日                  | モマ05船団に加入し、門司出港                                                                       |
| ぱしふいっく丸             | 1944年10月31日                  | アメリカ潜水艦「ギターロ」の雷撃により沈没                                                         |
| たいん丸                   | 1920年                          | 川崎造船所「たいん丸」                                                                             |
| たいん丸                   | 1923年9月5日                    | 関東大震災救援、政府米輸送                                                                         |
| たいん丸                   | 1932年5月2日                    | 山東半島山東角近海で大関汽船「吉林丸」と衝突し沈没                                                 |
| あとらんちっく丸           | 1920年                          | 川崎造船所「あとらんちっく丸」                                                                     |
| あとらんちっく丸           | 1930年9月                       | 国際汽船「あとらんちっく丸」                                                                       |
| あとらんちっく丸           | 1935年11月                      | アフリカ東岸線（大阪商船の傭船）                                                                   |
| あとらんちっく丸           | 1938年10月                      | ボンベイ線                                                                                         |
| あとらんちっく丸           | 1943年7月4日                    | 第172船団加入中、アメリカ潜水艦「スヌーク」の雷撃により損傷、上海に曳航                            |
| あとらんちっく丸           | 1943年11月16日                  | 大阪商船「あとらんちっく丸」                                                                       |
| あとらんちっく丸           | 1943年12月11日                  | 日本海軍に徴傭、一般雑用船                                                                         |
| あとらんちっく丸           | 1944年3月12日から3月24日        | 東松二号往航船団（東京湾→サイパン島→トラック）                                                     |
| あとらんちっく丸           | 1944年3月30日                   | 大宮島近海でアメリカ潜水艦「ピクーダ」の雷撃により沈没                                             |
| びくとりあ丸               | 1921年                          | 川崎造船所「びくとりあ丸」                                                                         |
| びくとりあ丸               | 1930年9月                       | 石原産業「びくとりあ丸」                                                                           |
| びくとりあ丸               | 1932年                          | 国際汽船「びくとりあ丸」                                                                           |
| びくとりあ丸               | 1936年                          | 荻布海商「びくとりあ丸」                                                                           |
| びくとりあ丸               | 1940年5月30日                   | 日産汽船「日美丸」                                                                                 |
| びくとりあ丸               | 1941年12月8日                   | グアム攻略戦                                                                                       |
| びくとりあ丸               | 1942年1月23日                   | ラバウル攻略戦                                                                                     |
| びくとりあ丸               | 1942年5月                       | ポートモレスビー作戦                                                                               |
| びくとりあ丸               | 1943年12月16日から12月26日      | T船団（佐伯→トラック）                                                                             |
| びくとりあ丸               | 1943年12月30日から1944年1月18日 | T船団（トラック→エニウェトク→クェゼリン→ウォッジェ→トラック）                                      |
| びくとりあ丸               | 1944年2月13日から2月27日        | 第4212船団（トラック→横須賀）                                                                      |
| びくとりあ丸               | 1944年3月12日から3月19日        | 東松二号往航船団（東京湾→サイパン島）                                                              |
| びくとりあ丸               | 1944年3月24日から4月1日         | 東松二号復航船団（トラック→横須賀）                                                                |
| びくとりあ丸               | 1944年6月12日から6月17日        | H29船団（マニラ→サンボアンガ）                                                                     |
| びくとりあ丸               | 1944年6月20日                   | アメリカ潜水艦「ヘイク」の雷撃により沈没                                                           |

## 要目一覧
川崎重工業の記録に基き、いずれも竣工時のスペックである。船体寸法については水線間長117.35メートル、全幅15.54メートル、喫水（形深）10.97メートルで、これは75隻すべて同じなので割愛した。
| 船名                       | 総トン数（トン） | 重量トン数（重量トン） | 最大速力（ノット） | 主機馬力（馬力）/缶数（基） | 備考・出典       |
| -------------------------- | ---------------- | ---------------------- | ------------------ | --------------------------- | ---------------- |
| 第一大福丸/Argonne         | 5,869            | 8,978                  | 14.292             | 4,000/3                     | [ 1 ]            |
| 吉田丸                     | 5,870            | 8,999                  | 14.435             | 3,896/3                     | [ 1 ]            |
| 第三大福丸/War Queen       | 5,869            | 9,009                  | 14.339             | 3,879/3                     | [ 1 ]            |
| 第四大福丸/War Prince      | 5,866            | 9,012                  | 14.376             | 3,877/3                     | [ 5 ]            |
| 第八大福丸/War Admiral     | 5,874            | 9,014                  | 14.566             | 3,778/3                     | [ 5 ]            |
| 第六大福丸/War Council     | 5,874            | 9,011                  | 14.333             | 3,713/3                     | [ 5 ]            |
| 第九大福丸/War Wolf        | 5,874            | 9,019                  | 14.427             | 3,759/3                     | [ 5 ]            |
| 第十大福丸/War Lion        | 5,874            | 9,018                  | 14.333             | 4,051/3                     | [ 5 ]            |
| 第十一大福丸/War Tiger     | 5,874            | 9,022                  | 14.335             | 3,841/3                     | [ 5 ]            |
| 第十二大福丸/War Hero      | 5,874            | 9,019                  | 14.394             | 3,636/3                     | [ 5 ]            |
| 第十三大福丸/War Pilot     | 5,874            | 9,020                  | 14.566             | 3,688/3                     | [ 5 ]            |
| 第十四大福丸/ぼるねお丸    | 5,856            | 9,055                  | 14.349             | 3,786/3                     | [ 5 ]            |
| 第十五大福丸/せれべす丸    | 5,856            | 9,039                  | 14.435             | 3,858/3                     | [ 5 ]            |
| 第十六大福丸/すまとら丸    | 5,856            | 9,022                  | 14.275             | 3,832/3                     | [ 5 ]            |
| 第十七大福丸/神国丸        | 5,858            | 9,071                  | 14.350             | 3,794/2                     | [ 5 ]            |
| 第十八大福丸/Eastern Queen | 5,858            | 9,062                  | 14.350             | 3,793/2                     | [ 5 ]            |
| 第十九大福丸/Easterner     | 5,858            | 9,071                  | 14.350             | 3,794/2                     | [ 5 ]            |
| 第二十二大福丸/長門丸      | 5,900            | 9,057                  | 14.362             | 3,798/2                     | [ 5 ]            |
| 第二十大福丸/Eastern Sun   | 5,860            | 9,066                  | 14.343             | 3,819/2                     | [ 5 ]            |
| 第二十三大福丸/永福丸      | 5,860            | 9,067                  | 14.237             | 3,821/2                     | 重油専焼船に改修 |
| 第二十一大福丸/Eastern Sea | 5,859            | 9,028                  | 14.211             | 3,664/3                     | [ 5 ]            |
| 第二十五大福丸/興福丸      | 5,859            | 9,100                  | 14.039             | 3,933/3                     | 重油専焼船に改修 |
| 第二十六大福丸/East Wind   | 5,865            | 9,102                  | 14.268             | 3,885/3                     | [ 5 ]            |
| 第二十七大福丸/East Cape   | 5,865            | 9,103                  | 14.276             | 3,756/3                     | [ 5 ]            |
| 第二十八大福丸/Easter Ling | 5,865            | 9,104                  | 14.183             | 3,780/3                     | [ 5 ]            |
| 第二十九大福丸/喜福丸      | 5,857            | 9,100                  | 14.183             | 3,869/3                     | 重油専焼船に改修 |
| 第三十一大福丸/豊福丸      | 5,857            | 9,096                  | 14.211             | 3,896/3                     | 重油専焼船に改修 |
| 第三十大福丸/来福丸        | 5,857            | 9,081                  | 14.390             | 3,776/3                     | [ 7 ]            |
| 盛福丸                     | 5,857            | 9,098                  | 14.183             | 3,796/3                     | [ 7 ]            |
| 東福丸                     | 5,857            | 9,090                  | 14.351             | 3,882/3                     | 重油専焼船に改修 |
| 慶福丸                     | 5,857            | 9,092                  | 14.258             | 4,001/3                     | 重油専焼船に改修 |
| 智福丸                     | 5,857            | 9,105                  | 14.350             | 3,912/3                     | 重油専焼船に改修 |
| 徳福丸                     | 5,858            | 9,116                  | 13.985             | 4,006/2                     | 重油専焼船に改修 |
| 寿福丸                     | 5,858            | 9,108                  | 14.275             | 3,869/2                     | 重油専焼船に改修 |
| 坡土蘭丸                   | 5,865            | 9,108                  | 14.128             | 3,947/2                     | 重油専焼船に改修 |
| 華盛頓丸                   | 5,863            | 9,098                  | 13.997             | 3,886/3                     | 重油専焼船に改修 |
| 晩香坡丸                   | 5,863            | 9,090                  | 14.003             | 3,942/3                     | 重油専焼船に改修 |
| 桑港丸                     | 5,863            | 9,103                  | 14.274             | 3,947/3                     | 重油専焼船に改修 |
| 紐育丸                     | 5,863            | 9,092                  | 14.313             | 3,850/3                     | [ 7 ]            |
| りばぷうる丸               | 5,863            | 9,105                  | 13.903             | 3,793/3                     | 重油専焼船に改修 |
| ぐらすごう丸               | 5,863            | 9,091                  | 14.071             | 3,910/3                     | 重油専焼船に改修 |
| 新嘉坡丸                   | 5,859            | 9,105                  | 13.971             | 3,855/3                     | 重油専焼船に改修 |
| 智利丸                     | 5,859            | 9,104                  | 13,836             | 3,738/3                     | 重油専焼船に改修 |
| 伯剌西爾丸                 | 5,859            | 9,096                  | 13.627             | 3,858/3                     | 重油専焼船に改修 |
| 亜爾然丁丸                 | 5,859            | 9,096                  | 13.750             | 3,952/3                     | [ 7 ]            |
| Eastern Moon               | 5,974            | 8,977                  | 14.062             | 3,807/3                     | [ 7 ]            |
| Eastern Ocean              | 5,908            | 9,052                  | 14.098             | 3,635/3                     | [ 7 ]            |
| Eastern Planet             | 5,911            | 9,030                  | 13.380             | 3,535/3                     | [ 7 ]            |
| Eastern Dawn               | 5,911            | 9,012                  | 14.199             | 3,705/3                     | [ 8 ]            |
| Eastern Cloud              | 5,911            | 9,029                  | 13.305             | 3,154/3                     | [ 8 ]            |
| 亜丁丸                     | 5,859            | 9,091                  | 13.755             | 3,795/3                     | 重油専焼船に改修 |
| ねいぷる丸                 | 5,859            | 9,093                  | 14.228             | 3,990/3                     | 重油専焼船に改修 |
| 坡土西丸                   | 5,859            | 9,093                  | 13.627             | 3,579/3                     | 重油専焼船に改修 |
| からち丸                   | 5,859            | 9,090                  | 13.450             | 3,783/3                     | 重油専焼船に改修 |
| けいぷたうん丸             | 5,863            | 9,090                  | 14.105             | 3,825/3                     | 重油専焼船に改修 |
| 蘇格蘭丸                   | 5,863            | 9,094                  | 14.181             | 3,978/3                     | 重油専焼船に改修 |
| 伊太利丸                   | 5,858            | 9,090                  | 14.052             | 3,737/3                     | 重油専焼船に改修 |
| 仏蘭西丸                   | 5,863            | 9,090                  | 13.836             | 3,801/3                     | 重油専焼船に改修 |
| 英蘭丸                     | 5,864            | 9,091                  | 14.238             | 3,858/3                     | 重油専焼船に改修 |
| 西班牙丸                   | 5,864            | 9,095                  | 14.107             | 3,994/3                     | 重油専焼船に改修 |
| 丁抹丸                     | 5,869            | 9,098                  | 14.090             | 4,054/3                     | 重油専焼船に改修 |
| 和蘭丸                     | 5,869            | 9,090                  | 14.109             | 3,982/3                     | 重油専焼船に改修 |
| 瑞典丸                     | 5,869            | 9,074                  | 13.997             | 3,837/3                     | 重油専焼船に改修 |
| ちゃいな丸                 | 5,832            | 9,072                  | 13.997             | 3,837/3                     | 重油専焼船に改修 |
| 諾威丸                     | 5,832            | 9,088                  | 14.060             | 3,876/3                     | [ 8 ]            |
| 白耳義丸                   | 5,872            | 9,082                  | 14.070             | 3,904/3                     | 重油専焼船に改修 |
| おはいを丸                 | 5,872            | 9,088                  | 14.189             | 3,926/3                     | 重油専焼船に改修 |
| いんであ丸                 | 5,872            | 9,074                  | 13.904             | 3,828/3                     | 重油専焼船に改修 |
| ていむす丸                 | 5,872            | 9,084                  | 13.397             | 3,800/3                     | 重油専焼船に改修 |
| おれごん丸                 | 5,872            | 9,037                  | 11.680             | 3,828/3                     | [ 9 ]            |
| ぱしふいっく丸             | 5,872            | 9,010                  | 13.288             | 3,578/3                     | [ 9 ]            |
| たいん丸                   | 5,872            | 9,051                  | 14.061             | 3,696/3                     | [ 9 ]            |
| あとらんちっく丸           | 5,872            | 9,009                  | 13.748             | 3,681/3                     | [ 9 ]            |
| びくとりあ丸               | 5,872            | 9,009                  | 14.121             | 3,810/3                     | [ 9 ]            |

機関性能そのものか公試条件にムラが多かったのか、"Eastern Cloud" は公試での機関最大馬力が3,154馬力しか出ず、「おれごん丸」の公試最大速力は11.68ノットにとどまった。なお、1923年（大正12年）4月の時点で遭難その他の理由で機会がなかった船以外は、機関が石炭専焼から重油専焼に改造されている。